# کارل گوستاو فریدریش هاسلباخ

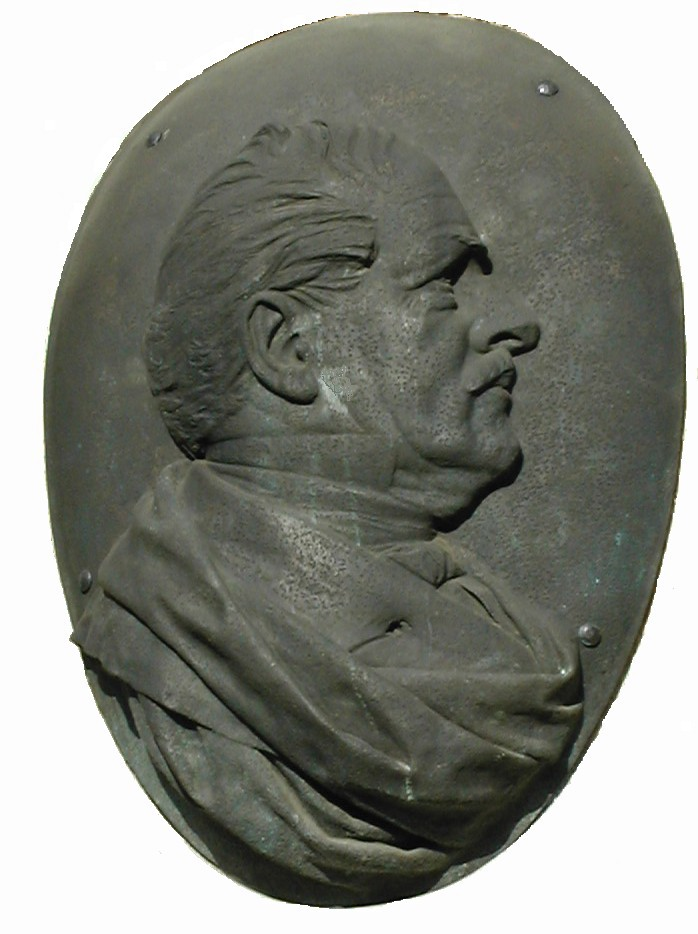
تصویری از هاسلباخ

کارل گوستاو فریدریش هاسلباخ (۲۱ مارس ۱۸۰۹ تا ۲۱ آوریل ۱۸۸۲)، از اعضای شورای خبرگان و مجمع اشراف پروس بود و از سال ۱۸۵۱ تا ۱۸۸۱ به‌عنوان لرد شهردار شهر ماگدبورگ خدمت کرد.

## زندگی
هاسلباخ در ۲۱ مارس ۱۸۰۹ در شهر شچچین (واقع در کشور کنونی لهستان) متولد شد و در همین شهر تحصیلات اولیهٔ خود را گذراند و سپس به تحصیل در رشتهٔ قانون و مدیریت عمومی در شهرهای برلین و گوتینگن پرداخت. در طی ۲۱ سال بعدی، او عهده‌دار مشاغل مختلفی در حکومت پروس در شهرهای ماگدبورگ، میندن و گوسف شد.
هاسلباخ در سال ۱۸۵۱ به‌عنوان شهردار ماگدبورگ انتخاب شد و به‌عنوان یک شخصیت محافظه‌کار و سلطنت‌طلب سرسخت، او در سال ۱۸۵۱ لقب لرد شهردار را از فریدریش ویلهلم چهارم پادشاه پروس دریافت کرد.
هاسلباخ تا سال ۱۸۸۱ عهده‌دار شهرداری ماگدبورگ بود و پس از آن به‌علت مشکلات جسمی بازنشسته شد. در طول دورهٔ مدیریت هاسلباخ، ماگدبورگ به‌طور چشم‌گیری پیشرفت کرد، او سرپرستی چندین پروژه زیربنایی همچون سیستم فاضلاب، سیستم روشنایی باز گاز، یک ایستگاه قطار، یک پل جدید بر روی رودخانه البه و یک آب‌بند جدید را بر عهده داشت. اما مهم‌ترین تأثیر وی، گسترش فیزیکی و صنعتی شهر ماگدبورگ بود.